# First Star Software
First Star Software is een Amerikaanse computerspelbedrijf dat werd opgericht door Richard Spitalny en Fernando Herrera. Het bedrijf is het meest bekend om zijn computerspellen Boulder Dash en Spy vs. Spy dat oorspronkelijk voor 8-bit homecomputers uitkwam zoals Apple II, Atari 400/800 en Commodore 64.

## Lijst van computerspellen
- Astro Chase
- Boing!
- Boulder Dash
- Bristles
- Flip & Flop
- Millenium Warriors
- Omnicron Conspiracy
- Panic Button
- Rent Wars
- Security Alert
- Spy vs. Spy
- Superman: The Game
- U.S. Adventure